# Commissione Affari esteri, emigrazione del Senato della Repubblica
La Commissione permanente 3ª Affari esteri, emigrazione è stato un organo del Senato della Repubblica italiana. A partire dalla XIX legislatura è stata accorpata alla Commissione 4ª Difesa per costituire la nuova Commissione 3ª Affari esteri e difesa.

## Funzione
La 3ª Commissione si occupava di tutte le questioni legate alla politica estera, alla sicurezza comune, e alla politica europea. Aveva il compito di valutare progetti di legge riguardanti il rapporto con gli Stati Esteri (membri dell'Unione e non), l'Unione europea, la revisione dei trattati interstatali, e l'emigrazione.
Manteneva i rapporti con tutte le istituzioni e organi dell'Unione, con l'ONU e le altre organizzazioni internazionali e interparlamentari per le questioni di competenza.
Il rapporto con i Paesi terzi consisteva in programmi di cooperazione e di assistenza, creati e implementati per favorire lo scambio culturale e l'aiuto comune.

## Composizione
La Commissione era composta da circa 25 senatori (di cui due segretari, due vicepresidenti e un presidente) scelti in modo omogeneo tra i componenti del Senato della Repubblica, in modo da rispecchiarne le forze politiche presenti. Essi erano scelti dai gruppi parlamentari (e non dal Presidente, come invece accade per l'organismo della Giunta parlamentare): per la nomina dei membri ciascun Gruppo, entro cinque giorni dalla propria costituzione, procedeva, dandone comunicazione alla Presidenza del Senato, alla designazione dei propri rappresentanti nelle singole Commissioni permanenti.
Ogni senatore chiamato a far parte del governo o eletto presidente della Commissione era, per la durata della carica, sostituito dal suo gruppo nella Commissione con un altro senatore, che continuava ad appartenere anche alla Commissione di provenienza. Tranne in rari casi nessun Senatore poteva essere assegnato a più di una Commissione permanente. Le Commissioni permanenti erano rinnovate dopo il primo biennio della legislatura ed i loro componenti potevano essere confermati, ma i gruppi parlamentari potevano cambiare i propri membri autonomamente in qualsiasi momento, sostituendoli, aggiungendoli o rimuovendoli, modificando di conseguenza anche il numero totale dei componenti della Commissione.

## Presidenti
| N°                            | Presidente     | Presidente                        | Presidente                        | Gruppo parlamentare                                                                      | Mandato          | Mandato           | Legislatura  |
| N°                            | Presidente     | Presidente                        | Presidente                        | Gruppo parlamentare                                                                      | Inizio           | Fine              | Legislatura  |
| ----------------------------- | -------------- | --------------------------------- | --------------------------------- | ---------------------------------------------------------------------------------------- | ---------------- | ----------------- | ------------ |
| 3ª Affari esteri e colonie    |                |                                   |                                   |                                                                                          |                  |                   |              |
| 1                             |                |                                   | Stefano Jacini (1886–1952)        | Democratico Cristiano                                                                    | 17 giugno 1948   | 31 maggio 1952    | I (1948)     |
| 2                             |                |                                   | Giovanni Carrara (1885–1965)      | Democratico Cristiano                                                                    | 18 luglio 1952   | 24 giugno 1953    | I (1948)     |
| 3                             |                |                                   | Mario Cingolani (1883–1971)       | Democratico Cristiano                                                                    | 28 luglio 1953   | 8 ottobre 1954    | II (1953)    |
| 4                             |                |                                   | Antonio Boggiano Pico (1873–1965) | Democratico Cristiano                                                                    | 10 novembre 1954 | 31 gennaio 1958   | II (1953)    |
| 3ª Affari esteri              |                |                                   |                                   |                                                                                          |                  |                   |              |
| -                             |                |                                   | Antonio Boggiano Pico (1873–1965) | Democratico Cristiano                                                                    | 6 febbraio 1958  | 11 giugno 1958    | II (1953)    |
| 5                             |                |                                   | Attilio Piccioni (1892–1976)      | Democratico Cristiano                                                                    | 10 luglio 1958   | 25 luglio 1960    | III (1958)   |
| 6                             |                |                                   | Giuseppe Medici (1907–2000)       | Democratico Cristiano                                                                    | 7 ottobre 1960   | 20 febbraio 1962  | III (1958)   |
| 7                             |                |                                   | Silvio Gava (1901–1999)           | Democratico Cristiano                                                                    | 6 aprile 1962    | 15 maggio 1963    | III (1958)   |
| 8                             |                |                                   | Stanislao Ceschi (1903–1983)      | Democratico Cristiano                                                                    | 5 luglio 1963    | 4 giugno 1968     | IV (1963)    |
| 9                             |                |                                   | Giuseppe Pella (1902–1981)        | Democratico Cristiano                                                                    | 18 luglio 1968   | 23 febbraio 1972  | V (1968)     |
| 10                            |                |                                   | Mario Scelba (1901–1991)          | Democratico Cristiano                                                                    | 26 febbraio 1972 | 24 maggio 1972    | V (1968)     |
| 10                            | 12 luglio 1972 | 4 luglio 1976                     | Mario Scelba (1901–1991)          | Democratico Cristiano                                                                    | VI (1972)        |                   |              |
| 11                            |                |                                   | Italo Viglianesi (1916–1995)      | Partito Socialista Italiano                                                              | 27 luglio 1976   | 19 giugno 1979    | VII (1976)   |
| 12                            |                |                                   | Emilio Paolo Taviani (1912–2001)  | Democratico Cristiano                                                                    | 12 luglio 1979   | 11 luglio 1983    | VIII (1979)  |
| 12                            | 11 agosto 1983 | 1º luglio 1987                    | Emilio Paolo Taviani (1912–2001)  | Democratico Cristiano                                                                    | IX (1983)        |                   |              |
| 3ª Affari esteri, emigrazione |                |                                   |                                   |                                                                                          |                  |                   |              |
| 13                            |                |                                   | Michele Achilli (1931–)           | Partito Socialista Italiano                                                              | 4 agosto 1987    | 22 aprile 1992    | X (1987)     |
| 14                            |                |                                   | Amintore Fanfani (1908–1999)      | Partito Popolare Italiano - Democrazia Cristiana                                         | 17 giugno 1992   | 14 aprile 1994    | XI (1992)    |
| 15                            |                |                                   | Gian Giacomo Migone (1940–)       | Progressisti - Federativo                                                                | 2 giugno 1994    | 8 maggio 1996     | XII (1994)   |
| 15                            |                | Democratici di Sinistra - l'Ulivo | Gian Giacomo Migone (1940–)       | 5 giugno 1996                                                                            | 29 maggio 2001   | XIII (1996)       |              |
| 16                            |                |                                   | Fiorello Provera (1946–)          | Lega Padana                                                                              | 26 giugno 2001   | 27 aprile 2006    | XIV (2001)   |
| 17                            |                |                                   | Lamberto Dini (1931–)             | L'Ulivo (2006-2007) Misto (2007) Misto-Unione Liberaldemocratici (2007-2008)             | 6 giugno 2006    | 28 aprile 2008    | XV (2006)    |
| 17                            |                | Il Popolo della Libertà           | Lamberto Dini (1931–)             | 22 maggio 2008                                                                           | 14 marzo 2013    | XVI (2008)        |              |
| 18                            |                |                                   | Pier Ferdinando Casini (1955–)    | Per l'Italia (2013-2014) Alternativa Popolare - Centristi per l'Europa - NCD (2014-2017) | 7 maggio 2013    | 27 settembre 2017 | XVII (2013)  |
| 19                            |                |                                   | Vito Rosario Petrocelli (1964–)   | MoVimento 5 Stelle                                                                       | 21 giugno 2018   | 12 maggio 2022    | XVIII (2018) |
| 20                            |                |                                   | Stefania Craxi (1960–)            | Forza Italia Berlusconi Presidente-UDC                                                   | 18 maggio 2022   | 12 ottobre 2022   | XVIII (2018) |

## Procedure
La Commissione veniva convocata per la prima volta dal Presidente del Senato per procedere alla propria costituzione. L'Ufficio di Presidenza della Commissione, integrato dai rappresentanti dei Gruppi, predisponeva il programma e il calendario dei lavori, che erano stabiliti in modo da assicurare l'esame in via prioritaria dei disegni di legge e degli altri argomenti compresi nel programma e nel calendario dell'Assemblea. Quando la discussione di un determinato argomento, anche non compreso nel programma, fosse stata richiesta da almeno un quinto dei componenti della Commissione, l'inserimento nell'ordine del giorno in tempi brevi era rimesso all'Ufficio di Presidenza della Commissione stessa. Al termine di ciascuna seduta, di norma, il Presidente della Commissione annunciava la data, l'ora e l'ordine del giorno della seduta successiva e veniva di conseguenza stampato e pubblicato l'ordine del giorno.